# ویاچسلاو چلر
ویاچسلاو چلر (اوکراینی: В'ячеслав Леонідович Чечер؛ زادهٔ ۱۵ دسامبر ۱۹۸۰) بازیکن فوتبال اهل اوکراین است.
از باشگاه‌هایی که در آن بازی کرده‌است می‌توان به باشگاه فوتبال کریفباس کریفیی ریه، باشگاه فوتبال کارپاتی لویو، باشگاه فوتبال متالورگ دونتسک، باشگاه فوتبال کوبان کراسنودار، و باشگاه فوتبال زوریا لوهانسک اشاره کرد.
وی همچنین در تیم ملی فوتبال اوکراین بازی کرده‌است.